# Delia Vaccarello
Delia Vaccarello (Palermo, 7 de octubre de 1960 - Palermo, 27 de septiembre de 2019) fue una periodista y escritora italiana, además de activista por los derechos LGBT. Impartió conferencias sobre periodismo en Bolonia y Urbino y fue editora de columnas en prensa relacionadas con asuntos antidiscriminatorios. 
Lesbiana autodeclarada, en 2005 colaboró en el proyecto Venecia para la educación ciudadana respecto a la homofobia. Para la editorial Arnoldo Mondadori Editore, dirigió una antología de varios volúmenes sobre el amor entre mujeres, las Principesse azzurre ("Princesas azules").

## Trayectoria
Se graduó en la Universidad La Sapienza de Roma con una licenciatura en Filosofía y escribió su tesis sobre antropología cultural.
Desde 1990, trabajó en el periódico L'Unità, primero como empleada y, más tarde, como freelance, donde editó la página: Uno, due, tre... liberi tutti (Uno, dos, tres... libres para todos). También colaboró con el semanario Il Salvagente, donde editó la columna Il Salvagiovani.  Desde 2010 escribió en Il Fatto Quotidiano, y desde mayo de 2013, en HuffPost.
Además, dirigió seminarios en las escuelas de periodismo de Bolonia y Urbino, para las que desarrolló el curso de estudios inédito Medios y prejuicios, referido a la orientación sexual. Del 29 de agosto al 8 de septiembre de 2007, fue miembro del jurado del primer Premio Queer Lion en el 64º Festival Internacional de Cine de Venecia.
Paciente de cáncer desde 2013, Vaccarello murió en Palermo el 27 de septiembre de 2019.

## Obra seleccionada

### Autora
- 2003 - Gli svergognati: vite di gay, lesbiche, trans… storie di tutti. ISBN 88-7738-369-0.
- 2005 - L'amore secondo noi: ragazzi e ragazze alla ricerca dell'identità. ISBN 88-04-54404-X.
- 2007 - Sciò!: giovani, bugie, identità. ISBN 88-04-56835-6.
- 2008 - Quando si ama si deve partire. ISBN 88-04-57801-7.
- 2010 - Evviva la neve. ISBN 88-04-60234-1.

### Editora
- 1991 - Il bambino colorato. Incontro internazionale, Castiglioncello 21-22-23 abril 1989 y 11-12-13 mayo 1990. ISBN 88-221-0982-1.
- 2003 - Principesse azzurre: racconti d'amore e di vita di donne tra donne. ISBN 88-04-51654-2.
- 2004 - Principesse azzurre 2: racconti d'amore e di vita di donne tra donne. ISBN 88-04-52903-2.
- 2005 - Principesse azzurre 3: racconti d'amore e di vita di donne tra donne. ISBN 88-04-54728-6.
- 2006 - Principesse azzurre crescono: racconti d'amore e di vita di donne tra donne. ISBN 88-04-55575-0.
- 2007 - Principesse azzurre da guardare: racconti d'amore e di vita di donne tra donne. ISBN 978-88-04-56895-7.
- 2008 - Eros up, principesse azzurre in amore: racconti d'amore e di vita di donne tra donne. ISBN 978-88-04-57776-8.
- 2009 - Pressoché amanti: racconti d'amore e di vita di donne tra donne. ISBN 978-88-04-59262-4.